# 張愈聚
張愈聚（？年—？年），河南陝州人，由己卯科舉人，乾隆五十年七月署四川順慶府岳池縣知縣。是一位政治人物，明清時曾在四川順慶府岳池縣（位於今四川東北部，武周萬歲通天二年分南充、相如二縣置，是一個千年古縣）擔任官吏。